# Papuchalk
Papuchalkové (Fratercula) jsou mořští ptáci z čeledi alkovitých. Žijí ve velkých koloniích na útesech nebo ostrovech. Jediné vejce kladou do hnízda v noře, kterou vyhrabou v zemi. Dva druhy, papuchalk chocholatý a papuchalk černobradý, žijí v severním Tichém oceánu, zatímco papuchalk severní žije v severním Atlantském oceánu.
Všechny druhy papuchalků mají převážně černé nebo černobílé opeření, podsaditou tělesnou konstrukci a velký zobák, v období páření výrazně zbarvený. Krátká křídla mají uzpůsobena plavání. Ve vzduchu mávají křídly až 400× za minutu a jsou schopni vyvinout rychlost až 88 km/h. Dokáží používat nástroje. Studie na ostrově Skomer (Wales) a Grimsey (Island) vzdálených od sebe 1700 km, prováděná v letech 2012–2018 prokázala, že papuchalk severní používá nástroje k údržbě těla. Ptáci užívali klacík k tomu, aby se poškrábali (patrně kvůli parazitům).

## Popis
| Druhy v podle taxonomického pořadí            | Druhy v podle taxonomického pořadí | Druhy v podle taxonomického pořadí                   | Druhy v podle taxonomického pořadí |
| Název                                         | Obrázek                            | Popis                                                | Rozšíření |
| --------------------------------------------- | ---------------------------------- | ---------------------------------------------------- | --- |
| Papuchalk severní (Fratercula arctica)        |                                    | Délka 32 cm, rozpětí křídel 53 cm, hmotnost 380 g.   | Severní Atlantik: pobřeží severní Evropy a Francie, Britské ostrovy, Faerské ostrovy, Island, Grónsko a od Atlantských provincií Kanady jižně do Maine. Zimu tráví na jihu v Maroku a New Yorku. |
| Papuchalk černobradý (Fratercula corniculata) |                                    | Délka 38 cm, rozpětí křídel 58 cm, hmotnost 620 g.   | Severní Pacifik: pobřeží Sibiře, Aljašky a Britské Kolumbie, zimu tráví v Kalifornii a Baja California.                                                                                          |
| Papuchalk chocholatý (Fratercula cirrhata)    |                                    | Délka 38 cm, rozpětí křídel 63,5 cm, hmotnost 780 g. | Severní Pacifik: Britská Kolumbie, jihovýchodní Aljaška, Aleutské ostrovy, Kamčatka, Kurilské ostrovy, Ochotské moře. Zimu tráví v Honšú a Kalifornii.                                           |